# Zagoricy (obwód pskowski)
Zagoricy (ros. Загорицы) – wieś (dieriewnia) w Rosji, w obwodzie pskowskim, w rejonie pskowskim. W 2010 liczyła 357 mieszkańców.